# 威爾斯歷史
距今23萬年的舊石器時代中晚期，就有尼安德塔人在威爾士聚居。前1000年时，有凯尔特人从欧洲大陆中部来到威尔士。此外，威尔士有许多中石器时代、新石器时代和青铜时代的遗迹。在铁器时代该地区与福斯湾以南的整个不列颠一样，由凯尔特不列颠人和不列颠语言主导。
5世纪罗马人离开不列颠，为盎格鲁-撒克逊人的入侵打开了大门。此后，不列颠语言和文化开始分裂，形成了几个不同的群体。在威尔士人是最大的这些群体。在后罗马时期，今天的威尔士形成了许多王国。虽然最强大的统治者被公认为不列颠之王，并且一些统治者将他们的控制权扩展到其他威尔士领土和英格兰西部，但没有人能够长期统一威尔士。
英格兰于1707年成正式将威尔士吞并为大不列颠王国的一部分，随后1801年成立大不列颠和爱尔兰联合王国。尽管英语占主导地位，威尔士人仍保留了他们的语言和文化。
18世纪见证了两个对威尔士产生重大影响的变化的开始，即威尔士卫理公会的复兴，这导致该国在宗教上变得越来越不墨守成规，以及完成工业革命。在大英帝国崛起期间，尤其是19世纪东南威尔士经历了快速的工业化和由于煤和铁工业的爆炸式增长而导致的人口急剧增加，为威尔士在第一次世界大战中贡献了充分的作用。
20世纪，随着大英帝国衰落和殖民时代过去，威尔士的工业在第二次世界大战后衰落，而民族主义对自决的情绪和兴趣上升。在英国工党取代英国自由党在20世纪20年代的主导了政治力量。威尔士在第二次世界大战期间与大不列颠及北爱尔兰联合王国和盟国的其他地区一起发挥了重要作用，其城市在德军闪电战期间遭到广泛轰炸。
民族主义政党威尔士党1960年代开始获得支持。在1997年全民公投中，威尔士选民批准将政府职责下放给威尔士国民议会，该议会于1999年首次举行第一届会议。 2020年5月，威尔士国民议会正式更名为 Senedd Cymru（简称Senedd），以反映显着增加的权力下放和行政权力。

## 罗马时代
威尔士的西北部地区最早出现称霸势力，其祖先是西留尔人；西南方被爱尔兰人建立布莱切尼奥格王国占领；中部地区的主要势力则是科诺伟部族。这些势力，后来都被罗马帝国消灭。
公元43年－410年，威尔士是罗马帝国不列颠尼亚行省的一部分。后因日耳曼蛮族侵犯欧洲，罗马帝国被迫抽调不列颠尼亚的军队前去迎战，致当地防守空虚，东南沿岸屡屡遭受苏格兰地区皮克特人的侵扰。当地的罗马贵族雇佣日耳曼人中的盎格鲁人和撒克逊人帮忙防守，谁知这些外籍兵突然哗变，反而开始攻打罗马贵族的统治区；而欧洲大陆的罗马帝国则对这一情况视而不见，不肯派兵救援。如此混战到6世纪初，不列颠人陆续退往岛西威尔士地区的群山之中，其中的布立吞人开始自称威尔士人，同时建立格温内斯王国（Kingdom of Gwynedd）这一罗马帝国继承国，其国王享有“布立吞人之王”（King of the Britons）的尊称。威尔士人不断抗击盎格鲁-撒克逊人一事，孕育了亞瑟王傳說。

## 后罗马时代
此后，英格兰地区由盎格鲁-撒克逊人主导，开始所谓“七国割据”的历史阶段。威尔士则同样群雄林立，圭内斯王国和先后出现的德黑巴斯、布雷切尼奥格王国互有胜负。784年，英格兰七国之一的麦西亚国王奥发（Offa）在英格兰和威尔士之间的海域筑堤，这个奥发堤坝是两地间第一个永久性边界。
大概从865年开始，维京人渡海攻打不列颠岛，称霸东南地带，直到878年方被英格兰南部威塞克斯王国的阿尔弗雷德大王挥师击破，订立和约。阿尔弗雷德不断进取，将势力范围推至英格兰的东部和北部，后更以英格兰国王自称。其子爱德华（长者爱德华）继承父业，几乎将维京人彻底赶出英格兰地区，只留下诺森布里亚南部的约克地区尚存一息，史称斯堪的纳维亚约克王国。威尔士的小国王纷纷向他称臣。
924年，长者爱德华去世，其继承者埃塞尔斯坦灭亡约克的维京人王国。927年7月12日，苏格兰国王和格温内斯国王等出席会议，都表示追随艾塞斯坦。会后，艾塞斯坦陈兵赫德福德地区的威河沿岸，迫使威尔士其余割据势力向他称臣纳贡，同时首次规定以威河作为威尔士和英格兰的边境。威尔士由此得到一段和平安稳的时光，诸侯基本服从格温内斯国王指挥。

## 盎格鲁和诺曼的征服者
1066年，诺曼底公爵威廉一世征服英格兰，建立诺曼底王朝。他援引埃塞尔斯坦的史事降伏威尔士诸王国。从此，威尔士诸王国长期臣服于英格兰国王。
1216年，格温内斯亲王卢埃林·阿颇·约沃斯基本统一威尔士诸王国，威尔士公国初步形成。1240年，卢埃林·阿颇·约沃斯的儿子达菲德·阿颇·卢埃林成为第一个威尔士亲王。
1277年，亨利三世的后继者爱德华一世动兵攻打威尔士，至1284年征服全境，同年颁行“威尔士法”。爱德华一世接受威尔士人的要求，同意由一位在威尔士出生、不会讲英语、生下来第一句话说威尔士语的亲王来管理威尔士人。他把即将分娩的王后接到威尔士，生下的王子便是第一位“威尔士亲王”爱德华二世。由此以降，英格兰国王和后来的大不列颠国王总是把“威尔士亲王”的头衔赐给长子。久而久之，这个头衔就成了“英国王储”的同义词。

## 叛乱和复兴

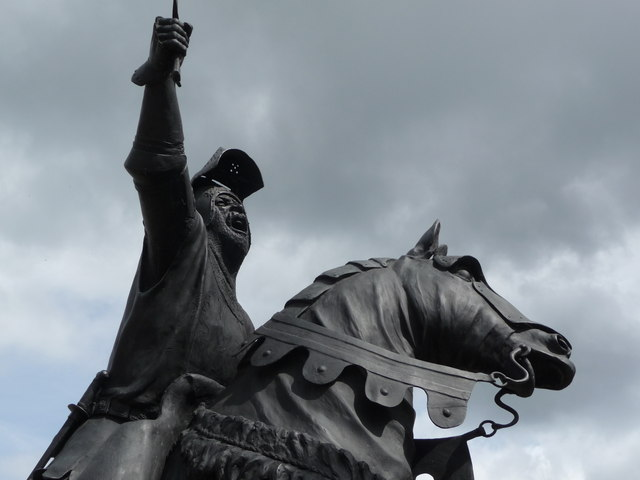
欧文·格林多 (Owain Glyndwr) 的雕像，科文 (Corwen)

1400年9月16日，波伊斯法多格世袭亲王欧文·格林杜尔不满英格兰国王亨利四世的统治，公开叛乱，并于1404年自封威尔士亲王。这是历史上最后一位持有威尔士亲王头衔的威尔士人。1412年，他被英格兰军队打败，下落不明。此事直接加强了英格兰对威尔士的管理。
1536年，《1535年威爾士法律法》（Laws in Wales Act 1535）通过。威尔士从此受到英格兰法律管束，政治上则彻底联合。英语成为威尔士的官方语言之一。

## 外部連結
- Royal Commission on the Ancient and Historical Monuments of Wales （页面存档备份，存于）
- Gathering the Jewels, the website for Welsh cultural history
- BBC History - Wales（页面存档备份，存于）
- Welsh History - National Grid for Learning （页面存档备份，存于）
- Info Britain - Wales